# Spirobolida
Ordre
Les Spirobolida forment un ordre de mille-pattes de la classe des diplopodes.

## Liste des familles
Selon Catalogue of Life (25 novembre 2017) :
- famille Allopocockiidae
- famille Atopetholidae
- famille Floridobolidae
- famille Hoffmanobolidae
- famille Messicobolidae
- famille Pachybolidae
- famille Pseudospirobolellidae
- famille Rhinocricidae
- famille Spirobolellidae
- famille Spirobolidae
- famille Trigoniulidae
- famille Typhlobolellidae